# Mieke Vogels
Maria Bertha Charlotte (Mieke) Vogels (ur. 20 kwietnia 1954 w Antwerpii) – belgijska i flamandzka polityk, była przewodnicząca partii Groen! i minister w rządzie regionalnym.

## Życiorys
Ukończyła w 1978 studia licencjackie w zakresie nauk politycznych i społecznych na Uniwersytecie w Antwerpii. Do 1984 pracowała jako asystent na tej uczelni, następnie zajmowała się szkoleniami pracowników i edukacją dorosłych.
Przystąpiła do flamandzkich zielonych (partii Agalev, od 2003 pod nazwą Groen!), z jej listy w latach 1985–1995 była posłanką do federalnej Izby Reprezentantów. Przez kolejne cztery lata wykonywała obowiązki radnej i członka władz miejskich (schepen) w Antwerpii. W 1999 krótko zasiadała w Senacie. W tym samym roku powołano ją w skład rządu Regionu Flamandzkiego na stanowisko regionalnego ministra ds. dobrobytu, zdrowia i równouprawnienia. Urząd ten sprawowała do 2003, od 2002 odpowiadając także za współpracę na rzecz rozwoju.
W 2004 i 2009 Mieke Vogels była wybierana do Parlamentu Flamandzkiego, od 2007 wybierana na radną Deurne. W listopadzie 2007 zastąpiła Verę Dua na stanowisku przewodniczącej partii Zieloni!, ustąpiła w październiku 2009 po słabym wyniku tego ugrupowania w wyborach regionalnych.